# Кајлар
Кајлар, Кајлари или Каљар (грч. Πτολεμαΐδα, Птолемaида) град је на северу у Грчке са 31.537 становника. Седиште је општине Еордеја.

## Становништво
Српски историчар Спиридон Гопчевић, 1890. године бележи да је у Кајлару било 2.300 Турака, 800 Словена хришћана и 700 Словена муслимана. Многи Словени хришћани су прешли на ислам. Према бугарском географу и историчару, Василу Канчову, у Кајлару је 1900. године живело 3.000 Турака. После Првог светског рата број становника се 1920. године повећао на 7.103 досељавањем грчких избеглица. Године 1924. турско становништво је принудно исељено у Турску а на њихово место су насељене грчке избегличке породице из Турске (5.079 особа) као и словенске и аромунске породице. На попису из 1928. године Кајлар је имао 6.442 становника.
| 1991.  | 2001.  | 2011.  | 2021.  |
| ------ | ------ | ------ | ------ |
| 25.125 | 30.017 | 32.142 | 31.537 |

## Познате личности
- Петар Ичко, српски и османски дипломата и трговац
- Димитрије Карамата, српски трговац и оснивач земунске породице Карамата